# Daniel Burnham
Daniel Hudson Burnham (4. september 1846 i Henderson i New York, USA – 1. juni 1912 i Heidelberg, Tyskland) var en amerikansk arkitekt og byplanlægger. Han arbejdede for det meste i Chicago og er særlig kendt for sine skyskrabere.
Han og hans arkitektfirma, Burnham and Root, tegnede en af de første amerikanske skyskrabere: Frimurertempelbygningen i Chicago. Blandt hans mest berømte bygninger er Flatiron Building i New York City og Union Station i Washington D.C..
Som byplanlægger planlagde han hvordan det kraftigt voksende Chicago skulle udvikle sig, og han var også med på at udforme byer som Cleveland, San Francisco og Washington D.C. 
Hans plan for Manilla blev kun ført ud i livet i de allernederste bydele, langs Dewey Boulevard (nu Roxas Boulevard). Han tegnede også flere bygninger i byen.
Han planlagde desuden den filippinske fjeldby Baguio City, som blev de amerikanske koloniherrers tilholdssted når sommervarmen i Manilla blev for trykkende. Planen blev til dels virkeliggjort. Burnham Park i byen er opkaldt efter ham.

## Udvalgte projekter
- Flatiron Building, New York City, New York, USA (1902)
- Reliance Building, Chicago, Illinois, USA (1890-94)